# Tianzhou 8
Tianzhou 8 (天舟八号; Tiānzhōu èrhào) var en flygning av Kinas obemannat lastrymdskepp, Tianzhou. Farkosten sköts upp med en Chang Zheng 7-raket, den 15 november 2024. Några timmar efter uppskjutningen dockade farkosten med den kinesiska rymdstation Tiangong.
Målet med flygningen var att leverera förnödenheter och utrustning till rymdstationen.
Farkosten lämnade rymdstationen den 8 juli 2025 och brann upp i jordens atmosfär några timar senare.